# Emma Moffatt
Emma Moffatt (Moree, 7 de septiembre de 1984) es una deportista australiana que compitió en triatlón. 
Participó en tres Juegos Olímpicos de Verano, entre los años 2008 y 2016, obteniendo una medalla de bronce en Pekín 2008, en la prueba femenina, y el sexto lugar en Río de Janeiro 2016.
Ganó dos medallas de oro en el Campeonato Mundial de Triatlón, en los años 2009 y 2010, una medalla de plata en el Campeonato Mundial de Triatlón por Relevos Mixtos de 2009 y tres medallas en el Campeonato de Oceanía de Triatlón entre los años 2006 y 2016. Además, obtuvo una medalla de plata en el Campeonato Mundial de Triatlón de Velocidad de 2010.

## Palmarés internacional
| Juegos Olímpicos                      | Juegos Olímpicos                 | Juegos Olímpicos  | Juegos Olímpicos |
| Año                                   | Lugar                            | Medalla           | Prueba           |
| ------------------------------------- | -------------------------------- | ----------------- | ---------------- |
| 2008                                  | Pekín (China)                    | Medalla de bronce | Individual       |
| Campeonato Mundial                    |                                  |                   |                  |
| Año                                   | Lugar                            | Medalla           | Prueba           |
| 2009                                  | Gold Coast (Australia)           | Medalla de oro    | Individual       |
| 2010                                  | Budapest (Hungría)               | Medalla de oro    | Individual       |
| Campeonato Mundial por Relevos Mixtos |                                  |                   |                  |
| Año                                   | Lugar                            | Medalla           | Prueba           |
| 2009                                  | West Des Moines (Estados Unidos) | Medalla de plata  | Relevo mixto     |
| Campeonato de Oceanía                 |                                  |                   |                  |
| Año                                   | Lugar                            | Medalla           | Prueba           |
| 2006                                  | Geelong (Australia)              | Medalla de bronce | Individual       |
| 2008                                  | Wellington (Nueva Zelanda)       | Medalla de oro    | Individual       |
| 2016                                  | Gisborne (Nueva Zelanda)         | Medalla de oro    | Individual       |

| Campeonato Mundial | Campeonato Mundial | Campeonato Mundial | Campeonato Mundial |
| Año                | Lugar              | Medalla            | Prueba             |
| ------------------ | ------------------ | ------------------ | ------------------ |
| 2010               | Lausana (Suiza)    | Medalla de plata   | Individual         |